# À travers les Flandres 2012
La 67e édition d'À travers les Flandres a eu lieu le 21 mars 2012. L'épreuve fait partie de l'UCI Europe Tour 2012 en catégorie 1.1. Le Néerlandais Niki Terpstra (Omega Pharma-Quick Step) remporte l'épreuve en solitaire devant un duo composé de son coéquipier le Français Sylvain Chavanel et un autre Néerlandais Koen de Kort (Project 1t4i).

## Classement final
|    | Coureur                | Équipe                    |    | Temps           |
| -- | ---------------------- | ------------------------- | -- | --------------- |
| 1  | Niki Terpstra (NED)    | Omega Pharma-Quick Step   | en | 4 h 43 min 40 s |
| 2  | Sylvain Chavanel (FRA) | Omega Pharma-Quick Step   | +  | 47 s            |
| 3  | Koen de Kort (NED)     | Project 1t4i              |    | 47 s            |
| 4  | Jan Ghyselinck (BEL)   | Cofidis                   |    | 51 s            |
| 5  | Alexandre Pichot (FRA) | Europcar                  |    | 53 s            |
| 6  | Filippo Pozzato (ITA)  | Farnese Vini-Selle Italia |    | 1 min 00 s      |
| 7  | Sep Vanmarcke (BEL)    | Garmin-Barracuda          |    | 1 min 05 s      |
| 8  | Maarten Wynants (BEL)  | Rabobank                  |    | 1 min 16 s      |
| 9  | Lloyd Mondory (FRA)    | AG2R La Mondiale          |    | 1 min 16 s      |
| 10 | Jens Keukeleire (BEL)  | GreenEDGE                 |    | 1 min 16 s      |

## Liste des participants
- Liste de départ complète